# Rapid Creek (Cheyenne River)
Der Rapid Creek ist ein etwa 138 km langer linker Nebenfluss des Cheyenne River im Südwesten des US-Bundesstaates South Dakota.

## Flusslauf
Der Rapid Creek entsteht in den Black Hills etwa einen Kilometer westlich der Siedlung Rochford am Zusammenfluss seiner beiden Quellflüsse North Fork und South Fork Rapid Creek. Der Fluss durchfließt das Bergland in östlicher Richtung. Im Oberlauf mündet der Castle Creek rechtsseitig in den Fluss. Nach etwa 25 km wird er zum Pactola Lake aufgestaut. Nach weiteren 25 km verlässt der Fluss das Bergland und erreicht die am Fuße der Black Hills gelegene Stadt Rapid City. In Rapid City befindet sich der kleine Stausee Canyon Lake. Der Rapid River fließt nach Verlassen der Stadt in überwiegend ostsüdöstlicher Richtung durch das Flachland, wobei er ein stark mäandrierendes Verhalten aufweist. Etwa 50 km ostsüdöstlich von Rapid City mündet der Rapid Creek schließlich in den Cheyenne River.

## Hydrologie
Der Rapid Creek besitzt ein Einzugsgebiet von etwa 1840 km². Der mittlere Abfluss 36 km oberhalb der Mündung beträgt 2,3 m³/s. Die Jahresabflüsse können stark schwanken.

## Geschichte
Am 9. Juni 1972 kam es zum Canyon-Lake-Dammbruch, bei welchem die Stadt Rapid City teilweise überflutet wurde. 

## Quellflüsse
Der North Fork Rapid Creek ist der linke Quellfluss des Rapid Creek. Er ist etwa 16,5 km lang und entspringt auf einer Höhe von etwa 1830 m nahe dem Weiler Dumont. Er fließt in überwiegend südsüdöstlicher Richtung durch eine Mittelgebirgslandschaft. Die North Rochford Road folgt dem Flusslauf und zweigt 8,5 km oberhalb des Zusammenflusses mit dem South Fork Rapid Creek nach Osten ab. Der George S. Mickelson Trail, ein so genannter Rail Trail, ein Rad- und Wanderweg, der auf der Trasse einer stillgelegten Eisenbahnstrecke verläuft, folgt dem gesamten Flusslauf.
Der South Fork Rapid Creek ist der rechte Quellfluss des Rapid Creek. Er besitzt eine Länge von etwa 19 km. Das etwa 2000 m hoch gelegene Quellgebiet befindet sich nördlich des Cooks Tower. Der South Fork Rapid Creek fließt in überwiegend östlicher Richtung. Die South Rapid Creek Road führt entlang dem Flusslauf. Bei Flusskilometer 12,8 befindet sich der Black Fox Campground, ein Zeltplatz, der vom Black Hills National Forest betrieben wird.